# رودنتال
شهر رودنتال (به آلمانی: Rödental) در ایالت بایرن در کشور آلمان واقع شده‌است.